# Полевой жаворонок
Полево́й жа́воронок, или обыкновенный полевой жаворонок (лат. Alauda arvensis), — вид воробьиных птиц из семейства жаворонковых (Alaudidae). Эти маленькие птички известны довольно громким и мелодичным пением.

## Описание

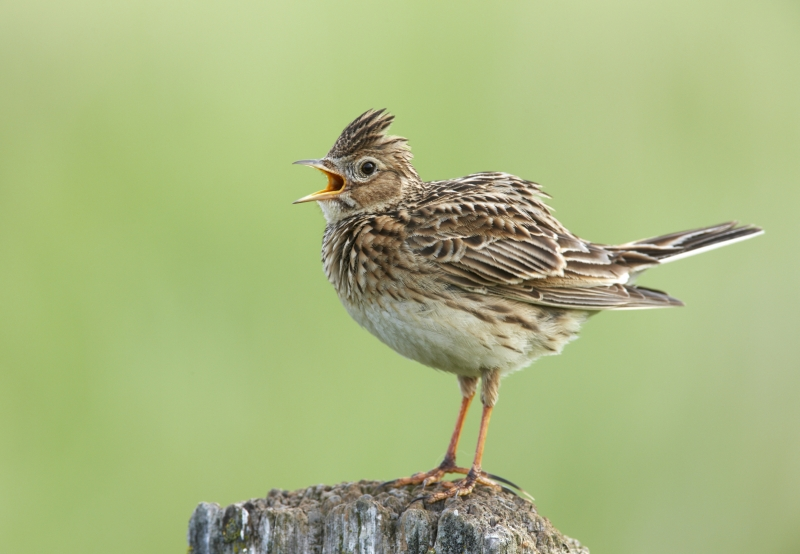
Полевой жаворонок

Полевой жаворонок размером немного крупнее воробья и имеет неяркую, но привлекательную окраску оперения. Длина тела 18-22 см, размах крыльев 34-37 см, масса 30-50 грамм. Спина у него серого цвета, иногда коричнево-жёлтая с пёстрыми вкраплениями, оперение живота белого цвета, грудь, довольно широкая для изящной птички, имеет коричневые пёстрые перья. Цевка светло-коричневая. Голова полевого жаворонка, аккуратная и более утончённая, чем голова воробья, украшена небольшим хохолком, хвост окаймляют белые перья. Над тёмными глазами — светлая бровь. Окраска полевого жаворонка покровительственная, она помогает ему маскироваться в траве и на земле. Самца можно отличить от самки по более крупным размерам и по песне, которая отсутствует у самки.
Крик — негромкое «чрр-ик», песня — долгая звонкая трель. Часто поют, зависая в воздухе на месте, иногда очень высоко.

## Ареал
Полевой жаворонок — истинный житель лугов и степей, гор и полей. Единственное место, где не встретишь эту маленькую птичку, — это лес.
После зимовки полевые жаворонки прилетают на место гнездования ранней весной, когда ещё нет насекомых для пищи; держатся они небольшими стайками на участках, прогреваемых солнцем, прячутся от ветра и дождя на опушках.
Ареал полевого жаворонка весьма обширен, он включает в себя почти всю Европу и большую часть Азии, а также горы Северной Африки. Также интродуцирован в Австралию, Северную Америку, где обитает на западе, и Новую Зеландию.

## Питание

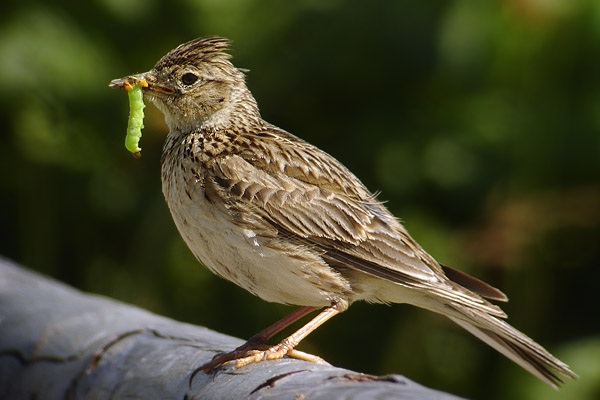
Полевой жаворонок с гусеницей

Питаются полевые жаворонки растительной пищей в виде семян различных трав и злаковых растений. В рационе у них семена птичьей гречихи, пикульника, воробейника. Особое пристрастие питают эти птицы к семенам щетинника и другим диким видам проса. Когда созревают культурные злаковые, жаворонки с удовольствием совершают набеги на поля, засеянные овсом и пшеницей. Рожь и ячмень не пользуются у них такой популярностью, так как они более маслянисты, а полевые жаворонки предпочитают мучнистую пищу. Для того, чтобы твёрдые зёрна злаковых лучше переваривались в желудке, они вместе с семенами клюют небольшие камешки. Прилетая ранней весной, когда посевы только начинают прорастать, жаворонки пользуются и ими как пищей, пополняя организм витаминным кормом.
Как только сходит снег и начинает пригревать солнце, появляются различные насекомые, которые пополняют рацион полевых жаворонков. Мелкие жучки, пауки, личинки различных насекомых, куколки бабочек составляют основную пищу жаворонков всё лето. Охотится эта птица всегда на земле, не ловит насекомых в полёте, или тех, которые заползают высоко на стебли растений. Потребность в воде они удовлетворяют росой, которая оседает на растениях. Часто можно увидеть полевого жаворонка, купающегося в пыли или песке; они очень любят такие места и постоянно к ним возвращаются, чтобы очистить оперение.

## Гнездование

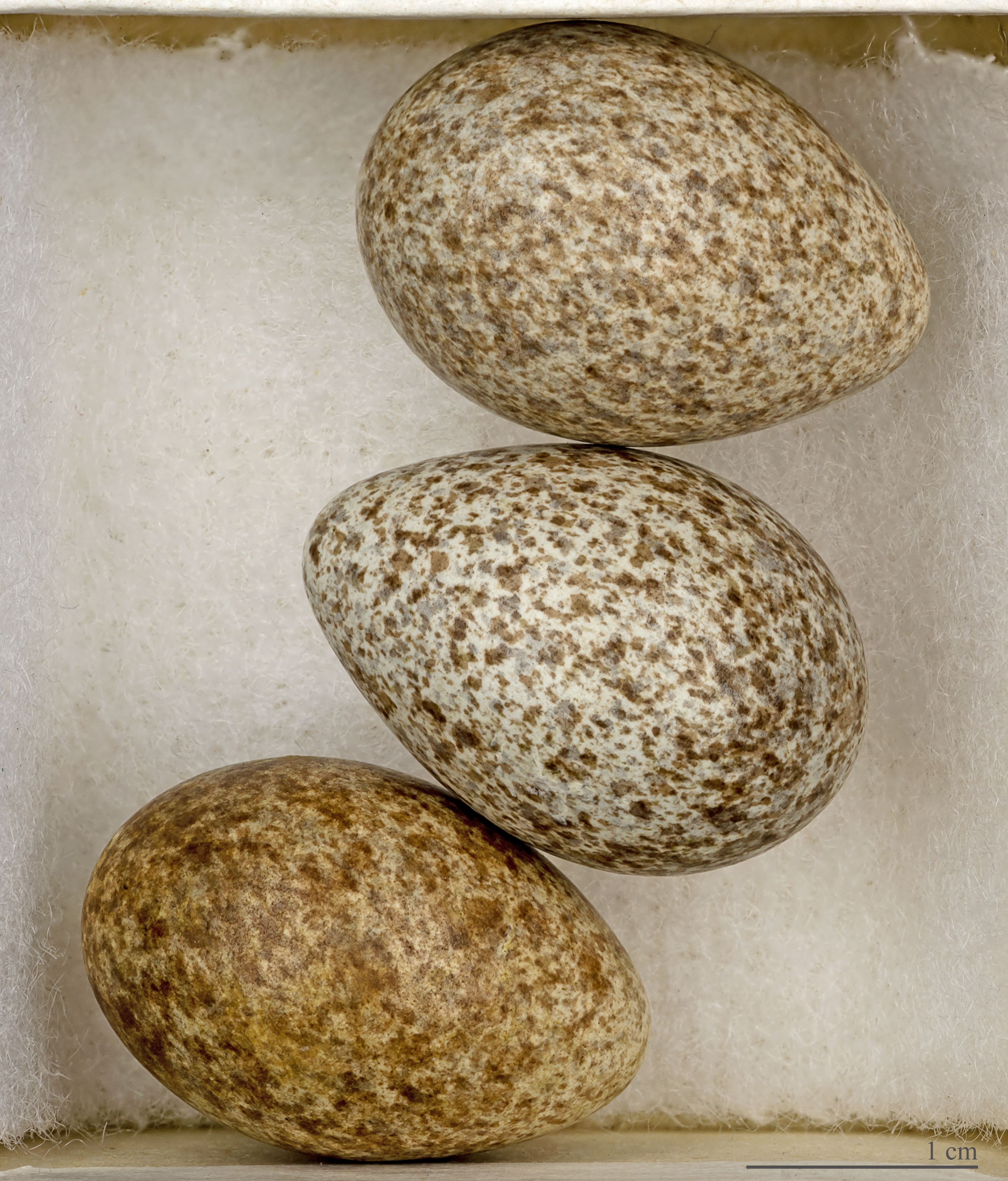
Яйца полевого жаворонка

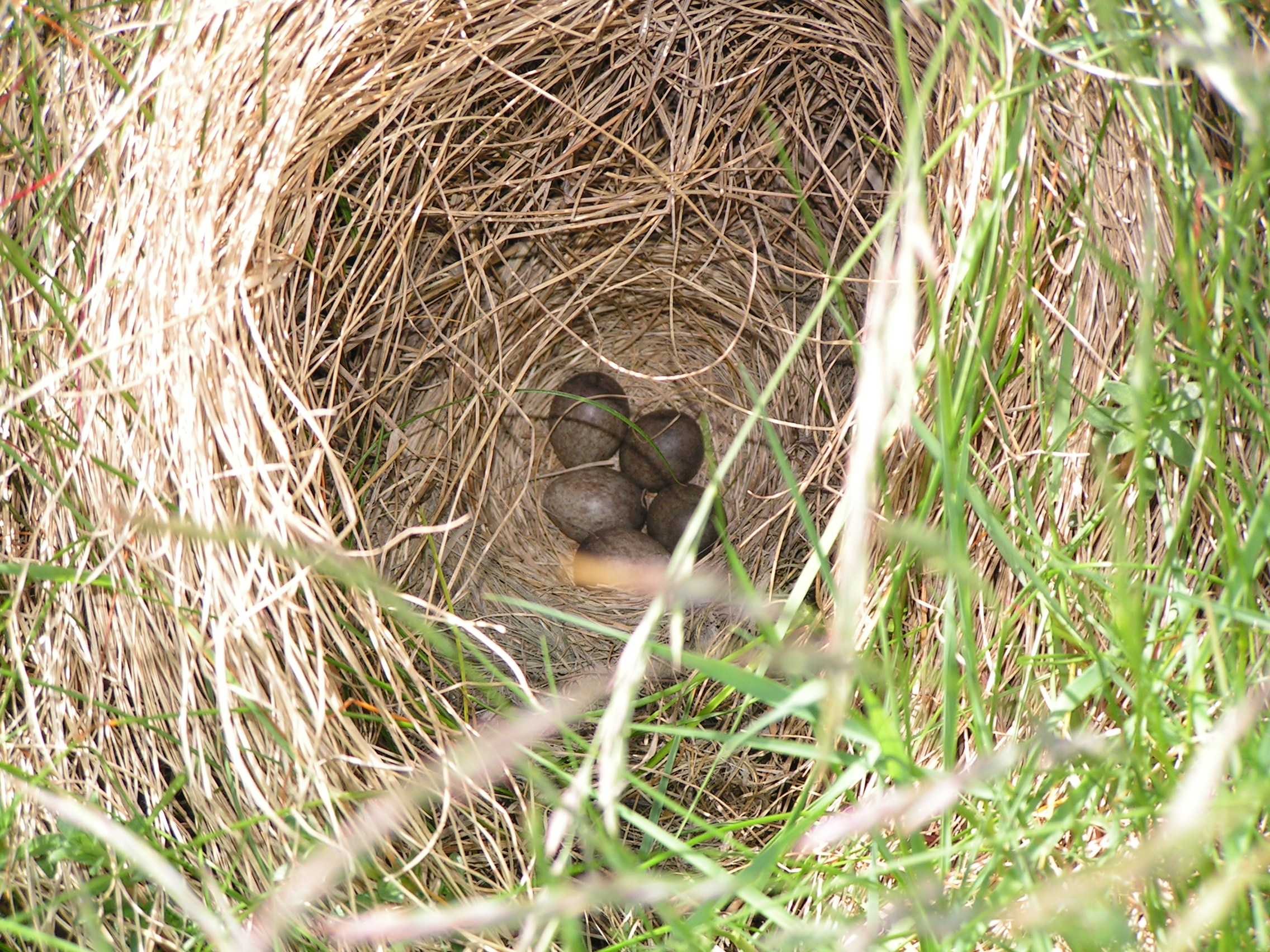
Гнездо полевого жаворонка

Являясь полевой птицей, жаворонок устраивает гнездовье в лугах, на травянистых опушках, но самым лучшим местом для устройства гнездовий для этих птиц являются поля, засеянные в озимых и яровых хлебах. Гнездо очень простое, строится оно в ямке на земле, среди травы. В качестве строительного материала полевой жаворонок использует стебли и корешки травы, внутри гнездо укладывается мягкой шерстью, собранной птицей, конским волосом и пухом. Гнездо маскируется очень тщательно, его трудно обнаружить. Высота гнезда около 50 мм, самка откладывает от 4 до 6 яиц, которые имеют желтоватый цвет и покрыты мелкими коричневыми крапинками. Размер яйца около 23 × 17 мм.
Строится гнездо в начале мая, когда появляются первые зелёные всходы. Самка высиживает яйца две недели, птенцы выводятся слепыми, они покрыты небольшим пухом. Растут они очень быстро и покидают гнездо уже через 10 дней, хотя летать ещё не могут. Только через несколько недель маленькие жаворонки обучаются этому искусству и начинают самостоятельно кормиться. Всё время, пока птенцы не поднимаются на крыло, они прячутся среди травы и стеблей злаковых, где их практически невозможно заметить, оперение молодых полевых жаворонков сливается с окружающей растительностью, превращая птиц в невидимок. В июне самка может отложить вторую кладку, птенцы которой начинают самостоятельную жизнь уже в июле.
И молодые, и старые особи отлетают на зимовку начиная с сентября. В середине октября уже практически не остаётся ни одной птицы. Зимовка проходит на юге Европы.

## Выводок
Если позволяют погодные условия, полевой жаворонок делает два вывода птенцов. Но пение самцов редко можно услышать в июле, когда второй выводок сходит с гнезда. После того как на полях заканчивается жатва, можно увидеть стайки полевых жаворонков, питающихся опавшими зёрнами злаков. Основной «столовой» в это время для этих птиц становятся сжатые поля. Так и передвигаются эти небольшие, состоящие из 5—7 птиц, стайки, до тех пор, пока не наступает время отлёта на зимовку.

## Враги полевого жаворонка
Пение высоко над землёй делает полевого жаворонка весьма уязвимым. Сокол-чеглок, главный враг этих маленьких птичек, охотится только в полёте, и лучшей мишени, чем увлечённый пением самец жаворонка, трудно подыскать. Спасти маленького певца может только его знаменитое падение камнем на землю, но всё же множество самцов гибнет именно в разгар их знаменитой песни.
Не только в небе, но и на земле у полевого жаворонка есть враги. Это такие хищники, как хорьки и ласка, горностаи и лисы, а луни и вороны очень любят разорять гнёзда маленького певца, пить яйца или поедать маленьких и беззащитных птенцов жаворонка.
Мясо жаворонка считалось в Европе деликатесом.

## Зимовка

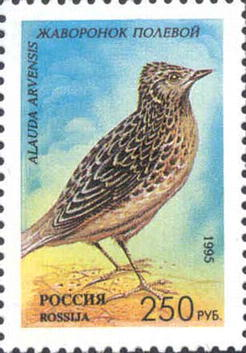
Почтовая марка России

Жаворонки относятся к перелётным птицам, но они не улетают далеко от места гнездовья и одними из самых первых возвращаются назад. Массовый прилёт начинается ещё тогда, когда не сошёл снег, в самом начале марта. Первыми прилетают самцы, именно самцы занимают первые, прогретые солнцем, проталины, где собираются группами и греются на солнце. Потом прилетают самки. Именно они ищут наиболее удобное место для гнездования, в то время как самец занят охраной и пением.

## Клеточное содержание
Многие любители держат полевых жаворонков в неволе. Прирученный молодой самец способен петь по 8 часов в сутки. Живут эти птицы в неволе до 10 лет, чего в природе практически не встречается. Птица эта пуглива, содержать её могут только очень опытные птицеводы, способные обеспечить жаворонка правильным рационом питания, иначе птица будет пугаться и тот, кто её содержит, никогда не услышит знаменитой песни маленького певца.
Естественно, человек не способен обеспечить того питания, какое есть у птицы в природе, но существует специальная зерносмесь для жаворонков, которая состоит из овсянки, проса, канареечного семени, рапса, сурепки, салата и льна. Кроме зерносмеси птицам необходим мягкий корм, который составляется из тёртой моркови, куриного яйца, сваренного вкрутую, добавляются в корм мучные черви, без которых самец отказывается петь. Для того, чтобы пополнять рацион минеральными кормами, в рацион включается мелкий ракушечник, мелкий речной песок и древесный уголь.
Только что пойманных птиц кормят мучными червями. Постепенно птицы становятся ручными и берут корм из рук хозяина.